# Canterbury Bankstown
La città di Canterbury-Bankstown è una Local Government Area che si trova nel Nuovo Galles del Sud. Essa si estende su una superficie di 110,8 chilometri quadrati e ha una popolazione di 346.000 abitanti. La sede del consiglio si trova a Bankstown.